# Flandre intérieure
 (septembre 2022).
Si vous disposez d'ouvrages ou d'articles de référence ou si vous connaissez des sites web de qualité traitant du thème abordé ici, merci de compléter l'article en donnant les références utiles à sa vérifiabilité et en les liant à la section « Notes et références ».

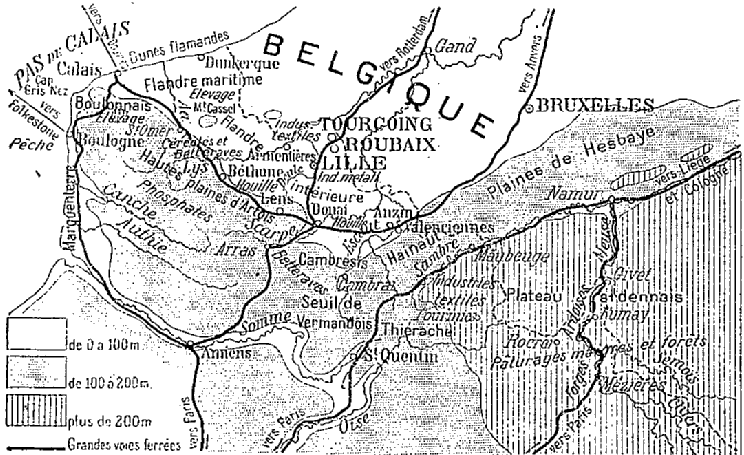
Flandre maritime et Flandre intérieure dans leur partie française, sur une carte de 1902.

Le terme Flandre intérieure (Binnen-Vlaanderen en néerlandais) recouvre des significations différentes que l’on soit du côté français ou belge de la région de l'ancien comté de Flandre. 
Pour les Flamands vivant en Belgique, il désigne la partie du territoire située 5 m au-dessus du niveau de la mer, c'est-à-dire toutes les régions de Flandre en dehors de la plaine maritime flamande. 
Pour les Flamands vivant en France, c'est la partie sud du Westhoek français (Flandre flamingante française), dans le Houtland, autour de la commune de Hazebrouck. En France la communauté de communes de Flandre intérieure a repris ce nom, comprenant entre autres communes Hazebrouck, Cassel et Bailleul. Une autre acception française y inclut aussi la Flandre romane ; dans ce cas, il s'agit de l’ensemble de la Flandre française située au sud des monts de Flandre.